# Llannor
Llannor est un village et une communauté du Gwynedd, au pays de Galles.

## Géographie
Llannor est situé sur la péninsule de Llŷn, à 3 km au nord-ouest de la ville côtière de Pwllheli.
La communauté de Llannor comprend aussi les villages d'Abererch (en), Efailnewydd (en), Llwyndyrys (en), Rhos-fawr (en) et Y Ffôr (en).

## Démographie
Au recensement de 2011, la communauté de Llannor comptait 2 145 habitants.